# حیدرالات
حیدرالات، روستایی از توابع بخش مرکزی شهرستان فومن در استان گیلان ایران است.

## جمعیت
این روستا در دهستان گوراب پس قرار دارد و براساس سرشماری مرکز آمار ایران در سال 1385، جمعیت آن 716 نفر) (173خانوار) بوده‌است.
در پی سرشماری محلی در سال 99 جمعیت روستا 1100 نفر بوده است.